# Erioptera (Erioptera) scolophora
Erioptera (Erioptera) scolophora is een tweevleugelige uit de familie steltmuggen (Limoniidae). De soort komt voor in het Oriëntaals gebied.